# Molophilus (Molophilus) submorosus
Molophilus (Molophilus) submorosus is een tweevleugelige uit de familie steltmuggen (Limoniidae). De soort komt voor in het Australaziatisch gebied.